# LOVE OR LUST
《LOVE OR LUST》（情慾世界），日本男歌手平井堅的第10張單曲。2000年10月18日發行。

## 概述
- 平井堅2000年的第三張單曲。
- 拉丁式舞曲，音樂錄影帶赴墨西哥拍攝。
- 同是R&B歌手的TAKAKO（DOUBLE）擔任幕後配唱。

### 被改編歌曲
- 主唱：李克勤0/《越夜越壞》（粵語）（2002年）/0填詞: 陳少琪

## 收錄曲目
1. LOVE OR LUST
  - 作詞：平井堅／作曲：平井堅、松原憲／編曲：中野雅仁
2. TABOO
  - 作詞：平井堅／作曲.編曲：Maestro-T
3. LOVE OR LUST (V.I.P remix)
4. TABOO (a tip of M-FLO remix)
5. LOVE OR LUST (less vocal)

## 外部連結
- Sony Music的作品介紹
  - 通常盤 （页面存档备份，存于）